# Randall Cobb
Randall Cobb (Maryville, Tennessee, Estados Unidos, 22 de agosto de 1990) es un jugador profesional de fútbol americano de la National Football League que juega para los Green Bay Packers, en la posición de Wide receiver.

## Carrera deportiva
Randall Cobb proviene de la Universidad de Kentucky y fue elegido en el Draft de la NFL de 2011, en la ronda número 2 con el puesto número 64 por el equipo Green Bay Packers.
En 2019 fue contratado por los Dallas Cowboys dejándolos un año después para jugar con los Houston Texans, equipo que lo cortaría al término de la temporada. 
Actualmente se encuentra en activo como jugador de los Green Bay Packers.

## Estadísticas generales
| Yardas | Touchdowns | Recepciones | Promedio |
| 777    | 6          | 70          | 11.1     |